# Apagomerella
Apagomerella är ett släkte av skalbaggar. Apagomerella ingår i familjen långhorningar.
Kladogram enligt Catalogue of Life:
| Apagomerella | \| \| Apagomerella dissimilis \| \| \| \| \| \| Apagomerella versicolor \| \| \| \| |
|              | \| \| Apagomerella dissimilis \| \| \| \| \| \| Apagomerella versicolor \| \| \| \| |
|              | Apagomerella dissimilis                                                             |
|              |                                                                                     |
|              | Apagomerella versicolor                                                             |
|              |                                                                                     |